# Edith Pargeter
Edith Pargeter, även känd under pseudonymen Ellis Peters, var en engelsk författare, född 28 september 1913, död 14 oktober 1995. Hon debuterade i mitten på 1930-talet och har under sin karriär skrivit ett 70-tal böcker under olika namn. Hon fick sitt stora internationella genombrott i mitten på 1970-talet då hon skrev sin första medeltidsdeckare med broder Cadfael i huvudrollen.